# Damariscotta (Maine)
Damariscotta es un pueblo ubicado en el condado de Lincoln en el estado estadounidense de Maine. En el Censo de 2010 tenía una población de 2.218 habitantes y una densidad poblacional de 58,21 personas por km².

## Geografía
Damariscotta se encuentra ubicado en las coordenadas 44°1′22″N 69°29′51″O / 44.02278, -69.49750. Según la Oficina del Censo de los Estados Unidos, Damariscotta tiene una superficie total de 38.1 km², de la cual 32.16 km² corresponden a tierra firme y (15.59%) 5.94 km² es agua.

## Demografía
Según el censo de 2010, había 2.218 personas residiendo en Damariscotta. La densidad de población era de 58,21 hab./km². De los 2.218 habitantes, Damariscotta estaba compuesto por el 97.02% blancos, el 0.36% eran afroamericanos, el 0.05% eran amerindios, el 0.81% eran asiáticos, el 0% eran isleños del Pacífico, el 0.32% eran de otras razas y el 1.44% pertenecían a dos o más razas. Del total de la población el 0.59% eran hispanos o latinos de cualquier raza.